# Arthur Lewin-Funcke
Arthur Lewin-Funcke, né Arthur Levin (Dresde, 1866 — Berlin, 1937) est un sculpteur et médailleur allemand.

## Biographie
Arthur Levin naît à Dresde le 9 novembre 1866. Il prend plus tard le nom de son père, Lewin, et celui de jeune fille de sa mère, Funcke.
Après un apprentissage de sculpteur sur ivoire, il fréquente l'école des arts et métiers de Berlin (de). De 1890 à 1895, il étudie à l'Académie prussienne des arts avec Ernst Herter, Gerhard Janensch (de) et Albert Wolff, entre autres.
De 1895 à 1897, il vit et travaille à la Villa Strohl Fern à Rome, puis se rend à l'Académie Julian à Paris pour compléter ses études avec Denys Puech. C'est à cette époque qu'il commence à s'appeler officiellement « Lewin-Funcke », estimant que Levin est trop commun.
En 1901, il fonde le Studienateliers für Malerei und Plastik, une école de peinture et de sculpture à Berlin. Il a eu de nombreux élèves qui sont devenus célèbres, notamment Paul Citroen, David Friedmann (de), Charles Hug, Ilse Heller-Lazard, Peter (de) et Käthe Kollwitz et Felix Nussbaum. En 1903, il épouse Eva Elisabeth Poenitz, fille du compositeur Franz Poenitz. Ils ont eu quatre enfants, dont le peintre Andreas Funcke (1909-1941).
Il reçoit la médaille d'or à la Großen Berliner Kunstausstellung de 1905, et est nommé professor en 1913. Les aveugles sont un thème central de son travail dans les années 1920. Certaines de ses œuvres représentant des enfants ont été utilisées comme modèles pour des jouets, notamment par les fabricants de poupées, Kämmer & Reinhardt (de).
La plupart de ses œuvres sont des nus, mais il a également créé des bustes. Une grande partie de son œuvre sur fer a été perdue ou volée pendant la Seconde Guerre mondiale, et on suppose qu'elle a été fondue pour servir de matériel de guerre. Cela peut être vérifié dans le cas d'un groupe, représentant Martin Luther et quelques associés, qui se trouvait devant la salle paroissiale de Berlin-Zehlendorf. En 1943, elle a été officiellement déclarée Don de métal par le peuple allemand (de) et démantelée. Un lion en bronze, devant la caserne d'artillerie d'Eberswalde, a probablement été utilisé à ces fins sur place.
Arthur Lewin-Funcke meurt à Berlin le 16 octobre 1937.

## Œuvre

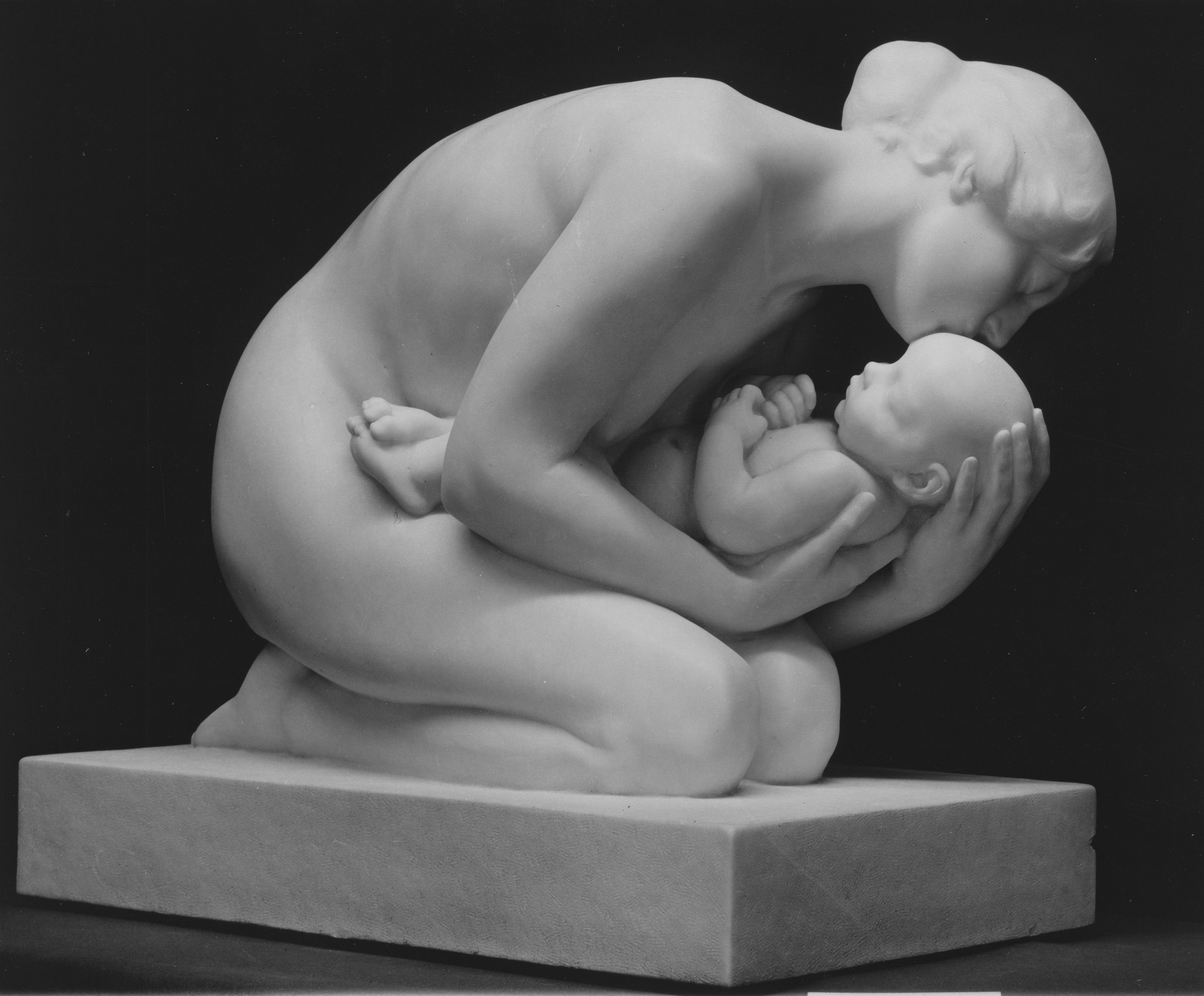
Mère, n. d. (Metropolitan Museum of Art).
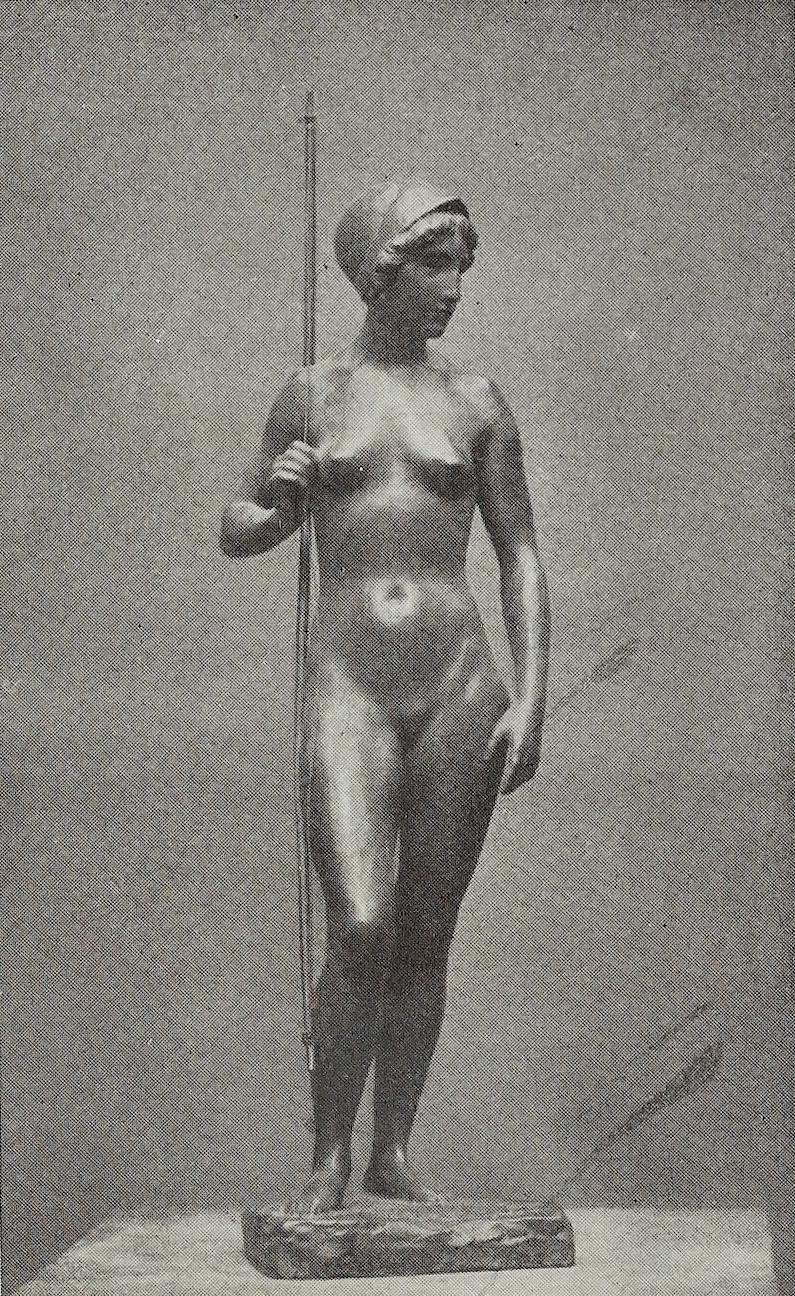
Diana, c. 1914, présentée à la Großen Berliner Kunstausstellung de 1914.
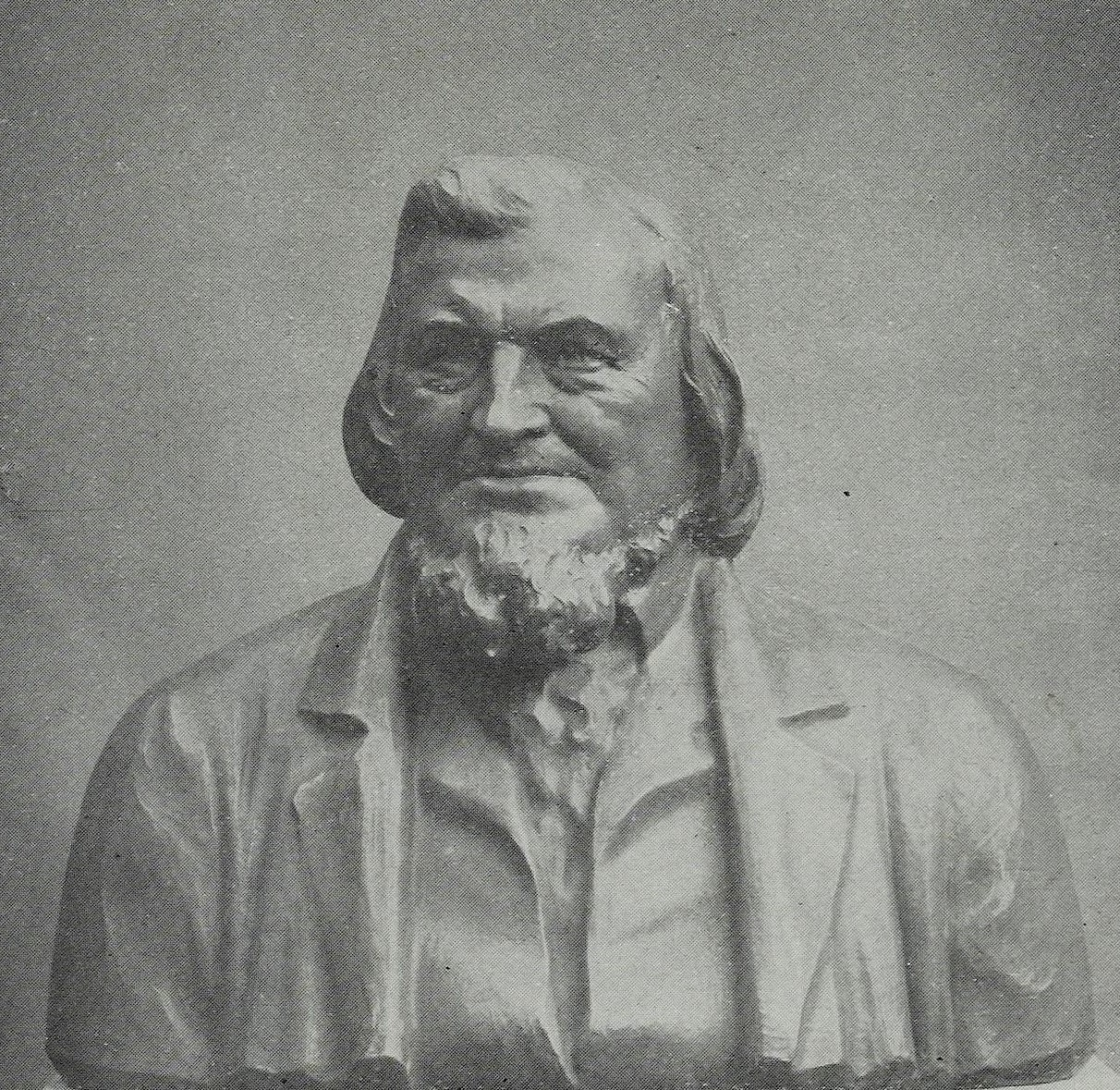
Buste d'August Heinrich Hoffmann von Fallersleben, c. 1916.
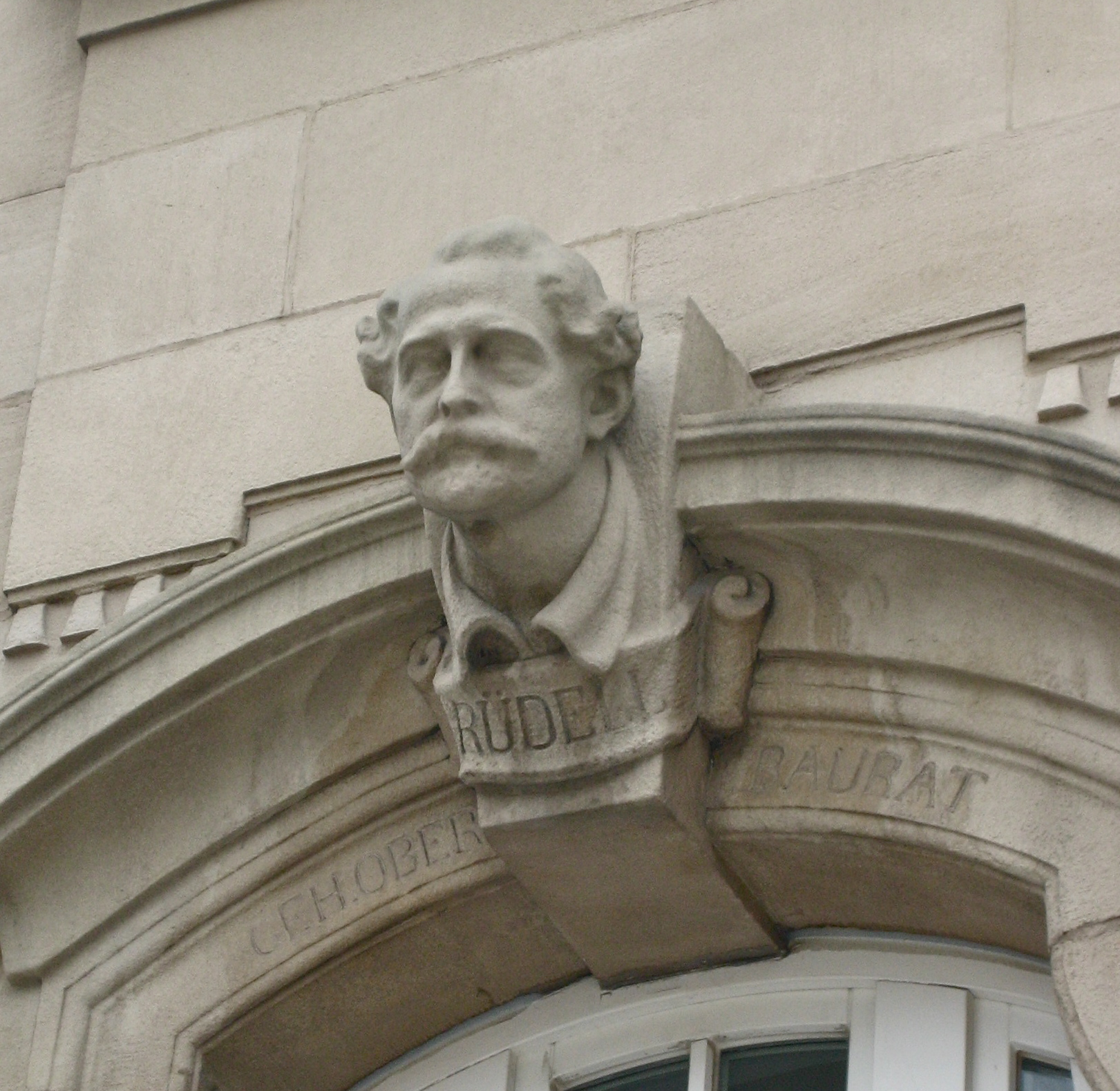
Buste d'Alexander Rüdell (de) à la gare de Luxembourg.